# Балдовце
Балдовце (слч. Baldovce) насељено је мјесто са административним статусом сеоске општине (слч. obec) у округу Љевоча, у Прешовском крају, Словачка Република.

## Становништво
| Година:    | 1994. | 2004.   | 2014.   | 2024.    |
| ---------- | ----- | ------- | ------- | -------- |
| Број људи: | 213   | 198     | 182     | 159      |
| Разлика:   |       | -7,04 % | -8,08 % | -12,63 % |

| Година:    | 2023. | 2024.   |
| ---------- | ----- | ------- |
| Број људи: | 168   | 159     |
| Разлика:   |       | -5,35 % |

Према подацима о броју становника из 2011. године насеље је имало 181 становника.